# Beautiful Soul
Beautiful Soul là album được phát hành năm 2004 của diễn viên, ca sĩ Jesse McCartney. Album này là một thành công ở Mỹ và Ý, đã đạt được đĩa Bạch Kim, và mang lại cho Jesse McCartney single đầu tiên lọt vào Top 20, "Beautiful Soul".

## Danh sách bài hát

### Worldwide edition
1. "She's No You" – (Matthew Gerrard, Jesse McCartney, Robbie Nevil) 3:35
2. "Beautiful Soul" (Adam Watts/Andy Dodd)– 3:35
3. "Get Your Shine On" – 3:12
4. "Take Your Sweet Time" – 4:05
5. "Without U" – 3:12
6. "Why Don't You Kiss Her?" – 3:23
7. "That Was Then" – 3:45
8. "Come to Me" – 3:50
9. "What's Your Name?" – 3:32
10. "Because You Live" – 3:19
11. "Why is Love So Hard to Find?" – 4:10
12. "The Stupid Things" – 3:37
13. "Good Life" (Hidden) – 3:20

### Taiwan Special Edition (Beautiful Soul(Limited repackage)) (CD + VCD)
- CD

1. "She's No You" – 3:35
2. "Beautiful Soul" – 3:50
3. "Get Your Shine On" – 3:35
4. "Take Your Sweet Time" – 3:44
5. "Without U" – 3:32
6. "Why Don't You Kiss Her?" – 4:11
7. "That Was Then" – 3:19
8. "Come to Me" – 3:12
9. "What's Your Name?" – 4:03
10. "Because You Live" – 3:36
11. "Why is Love So Hard to Find?" – 3:22
12. "The Stupid Things" – 3:13
13. "The Best Day of My Life"
14. "The Stupid Things (Acoustic Version)"

VCD
1. "Taiwan ID"
2. "Beautiful Soul MV"
3. "Beautiful Soul" / "She's No You"
4. "Interview"

### Japan Special Edition (Beautiful Soul + Up CloseCD + DVD)
- CD

1. "She's No You" – 3:35
2. "Beautiful Soul" – 3:50
3. "Get Your Shine On" – 3:35
4. "Take Your Sweet Time" – 3:44
5. "Without U" – 3:32
6. "Why Don't You Kiss Her?" – 4:11
7. "That Was Then" – 3:19
8. "Come to Me" – 3:12
9. "What's Your Name?" – 4:03
10. "Because You Live" – 3:36
11. "Why is Love So Hard to Find?" – 3:22
12. "The Stupid Things" – 3:13
13. "Take Your Sweet Time (Sugar Mix)"
14. "The Best Day of My Life"
15. "The Stupid Things (Acoustic Version)"
16. "Good Life"
17. "Beautiful Soul (DF Mix)"
18. "She's No You (Neptunes Remix featuring Fabolous)"
19. "She's No You (Neptunes Remix)"
20. "Beautiful Soul (Stripped Raw and Real)"
21. "She's No You (Stripped Raw and Real)"
22. "When You Wish Upon a Star"

- DVD

1. "Beautiful Soul" (Video)
2. "She's No You" (Video)
3. "Because You Live" (Video)
4. "Good Life" (Video)
5. "She's No You" (Special Performance Video)
6. "Beautiful Soul" (Live Studio Performance)
7. "She's No You" (Live Studio Performance)
8. "What's Your Name?" (Live Studio Performance)
9. "Without U" (Live Studio Performance)
10. "Blackbird" (Live Studio Performance)
11. "The Stupid Things" (Live Studio Performance)
12. "Beautiful Soul" (Behind the Scenes)
13. "She's No You" (NYC Video Shoot)
14. "Get Your Shine On" (At the Shoot)
15. "On the Road" (Behind the Scenes)
16. "How I Got Started" (In Depth Interview)
17. "On the Album" (In Depth Interview)
18. "Exposed" (In Depth Interview)
19. "In Taiwan" (In Depth Interview)
20. "Stories (In Depth Interview)
21. "March 2005 Japanese Exclusive Interview"
22. "March 2005 Making of ″She's No You″ Promo Video Shoot - Japan Version"
23. "April 2005 Making of the Taiwan Promo Tour"
24. "June 2005 Making of NYC Concert Japan Tour"

## Disney Artist Karaoke Series
Jesse McCartney: Disney Artist Karaoke Series là một album karaoke những bài hát của ca sĩ nhạc Pop người Mỹ Jesse McCartney, được phát hành vào ngày 27 tháng 9 năm 2005 qua Buena Vista. Album gồm có cả sáu bản karaoke của album Beautiful Soul và hai bản karaoke của "Good Life" và "Best Day Of My Life", những bài hát không có trong album.

### Track listing
1. "Beautiful Soul"
2. "She's No You"
3. "Because You Live"
4. "Good Life"
5. "Best Day of My Life"
6. "What's Your Name"
7. "Get Your Shine On"
8. "That Was Then"

## Bảng xếp hạng
| Bảng xếp hạng (2005) | Vị trí |
| -------------------- | ------ |
| U.S. Billboard 200   | 15     |